# Borosznok
Borosznok (szlovákul: Brusník) község Szlovákiában, a Besztercebányai kerületben, a Nagykürtösi járásban.

## Fekvése
Nagykürtöstől 19 km-re északkeletre, a Tiszovnyik patak partján fekszik.

## Története
1327-ben "Buruznuk" alakban említik először. Birtokosa a Széchy család volt, majd a 18. századtól részben a divényi uradalomé. 1715-ben 11 adózó háztartása létezett. 1828-ban 27 házában 187 lakos élt, akik mezőgazdasággal, szőlőtermesztéssel foglalkoztak. A 19. században a Zichy, a Balassa és a Madách családok birtokolták.
Vályi András szerint "BOROSZNOK. Brusznik. Tót falu Nógrád Vármegy. földes Urai külömbféle Urak, fekszik Gátsfalvától nem meszsze, mellynek filiája, határja köves, erdeje, ’s fája elég, keresetre is meglehetős alkalmatosságok, második Osztálybéli."
Fényes Elek szerint "Borosznok, Brusznik, tót falu, Nógrád vármegyében, a szennai völgyben; 6 kath., 179 evang. lak. kiknek eleji ide szőlőt ültettek, bár ennek az éghajlat épen nem kedvező s innen vehette magyar nevét is. F. u. gr. Zichy, b. Balassa, Madách."
A trianoni békeszerződésig területe Nógrád vármegye Gácsi járásához tartozott.

## Népessége
| Év:            | 1994. | 2004.    | 2014.    | 2024.    |
| -------------- | ----- | -------- | -------- | -------- |
| Emberek száma: | 99    | 89       | 119      | 107      |
| Eltérés:       |       | -10,10 % | +33,70 % | -10,08 % |

| Év:            | 2023. | 2024.   |
| -------------- | ----- | ------- |
| Emberek száma: | 112   | 107     |
| Eltérés:       |       | -4,46 % |

1910-ben 265, túlnyomórészt szlovák anyanyelvű lakosa volt.
2001-ben 96 lakosából 87 szlovák volt.
2011-ben 105 lakosából mind szlovák volt.
2021-ben 114 lakosából 113 szlovák és 1 ismeretlen nemzetiségű volt.

## Nevezetességei
- Haranglába 1772-ben épült.